# Kid Galahad
Kid Galahad är en musikfilm från 1962 i regi av Phil Karlson. I huvudrollen ses Elvis Presley.

## Handling
Mekanikern Walter Gulick (Elvis Presley) får arbete på en gård. Gårdsinnehavaren sköter en boxningsanläggning och ger Walter en chans. Walter får boxarnamnet Kid Galahad och nockar ut allt motstånd.

## Medverkande
- Elvis Presley
- Gig Young
- Lola Albright
- Joan Blackman
- Charles Bronson